# ژاکت تریلر مایکل جکسون

ژاکت تریلر از معروف‌ترین و پرفروش‌ترین لباس‌های جهان است.

ژاکت تریلر مایکل جکسون یا ژاکت تریلر نام لباسی نمادین و همچنین یکی از مشهورترین و پرفروش‌ترین لباس‌های جهان است که توسط مایکل جکسون، هنرمند و موسیقی‌دان اهل آمریکا در موزیک ویدئوی «تریلر مایکل جکسون» در سال ۱۹۸۳ (۱۳۶۲ ه.ش) پوشیده شده بود. این لباس، توسط دبورا نادولمن لندیس (Deborah Nadoolman Landis)، کسی که لباس‌های فیلم «مهاجمان صندوق گمشده» از مجموعه فیلم‌های ایندیانا جونز را ساخت، برای مایکل جکسون طراحی شد. از مشخصه‌های این ژاکت قرمز که در آن خطوط سیاه رنگی نیز وجود دارد، می‌توان به داشتن شیارهای بسیار، داشتن نماد "M" و همچنین دارا بودن سبک لباس‌های فیلم معروف پیشتازان فضا که در آن شانه‌ها را بزرگ‌تر و قوی‌تر از معمول و به شکل عدد ۷ نشان می‌دهد، اشاره کرد. این ژاکت عنوان «جذاب‌ترین و داغترین کت اواسط دههٔ ۱۹۸۰» را با خود یدک می‌کشد و همچنین در دوره‌های بعد از دههٔ ۱۹۸۰، بسیار مورد تقلید و درخواست نوجوانان جهان قرار گرفته‌است. قیمت بدل این ژاکت در بعضی دوره‌ها، به بیش از ۵۰۰ دلار رسیده است.
گفته می‌شود که بیش از ۱ میلیارد دست از این ژاکت به فروش رسیده است و آن را به پرفروش‌ترین لباس جهان تبدیل کرده‌است.
این کت در ژوئن ۲۰۱۱ (تیر ۱۳۹۰) به قیمت یک میلیون و هشتصد هزار دلار در خانهٔ حراج جولین به فروش رفت. این در حالی بود که صاحب‌نظران و منتقدان قیمت فروش را بین ۲۰۰ هزار تا ۴۰۰ هزار دلار تخمین زده بودند. خریدار این ژاکت شرح داد: «این کت، بزرگ‌ترین و گران‌ترین لباس یادگاری راک اند رول است».
دارن جولین، سرپرست خانهٔ حراج جولین می‌گوید:
هیچ کت دیگری نیست که به اندازهٔ تریلر معروف و قابل شناسایی باشد یا نقشی این چنین در تعریف مد ایفا کرده باشد. این کت شناخته شده‌ترین و قابل توجه‌ترین در فرهنگ عامه است.
در ماه نوامبر سال ۲۰۱۱ تعداد ۵۰۰ عدد از این ژاکت که برچسب آن توسط جکسون فایو و پرنس جکسون امضا شده بود برای فروش در وب‌گاه آمازون گذاشته شد. هر کدام این ژاکت‌های ۱۰۰ درصد از چرم گاو، به قیمت ۲،۳۵۰ دلارفروخته شد.